# Aeroportul St. Paul Island
Aeroportul St. Paul Island (IATA: SNP, ICAO: PASN, FAA LID: SNP) este un aeroport din Aleutians West Census Area⁠(d), Unorganized Borough, Alaska, Alaska, Statele Unite ale Americii ce deservește zona Saint Paul Island⁠(d). Aeroportul a fost tranzitat în 2019 de 6.112 pasageri.
Situat la o altitudine de 19 m, aeroportul dispune de 1 pistă. Este operat de Alaska Department of Transportation & Public Facilities⁠(d).

## Infrastructură

### Piste
Aeroportul dispune de o singură pistă. Pista 18/36 are suprafața de asfalt și dimensiunile 6.500 picioare × 150 picioare. 